# Marcos Aguinis
Marcos Aguinis (Córdoba, 13 de janeiro de 1935) é um escritor argentino que têm recebido vários prémios internacionais de prestígio. Formado em estudos médicos, música e psicanálise, sua obra e seus pensamentos focam-se nas noções de independência, democracia e rejeição do autoritarismo. É membro da Fundação Liberdade organizada por Mário Vargas Llosa.

## Antecedentes
Marcos Aguinis nasceu em 13 de janeiro de 1935. Formou-se extensivamente em literatura internacional, medicina, psicanálise, arte e história. Afirmou: "Eu tenho viajado o mundo, mas também tenho viajado por várias profissões."
Seu primeiro livro foi publicado em 1963 e desde então já publicou catorze romances, dezessete livros de ensaios, quatro livros de contos e duas biografias que criam excitação e controvérsia.
Nos últimos anos todos os títulos se tornaram best-sellers.
Milhares de fãs que seguem Aguinis recomendam, discuten e coleccionam suas obras.
Tem escrito artigos sobre temas de grande variedade em jornais e revistas da América Latina, EUA e Europa. Deu centenas de palestras e cursos em áreas educativas, artísticas, científicas e políticas em Alemanha Espanha, EUA França Israel, Rússia , Itália e em quase todos os países latino-americanos.
Quando a democracia foi  restaurada na Argentina em dezembro de 1983, Marcos Aguinis foi nomeado subsecretário e secretário da cultura de então, o que motivou a "primavera cultural". Criou o  PRONDEC (Programa Nacional para a Democratização da Cultura), que ganhou o apoio de UNESCO e Nações Unidas, e intensa actividades lançadas para aumentar a consciência participativa entre os indivíduos sobre os direitos, deveres e potencialidades que são cultivadas em uma democracia real. Por seu trabalho foi nomeado ao Prémioe Educação para a Paz da UNESCO.
No campo dos direitos humanos enfrentou questões polêmicas que colocaramm sua vida em risco. Durante a última ditadura foi limitada circulação de seus livros e alguns entraram o país clandestinamente.
Inúmeros leitores admiram sua visão profética das tensões árabe-israelense e dentro da Igreja Católica, o autoritarismo e o ressurgimento do fundamentalismo étnico e religioso.
Marcos Aguinis, recebeu entre outros, o Prêmio Planeta (Premio Planeta de Novela) (Espanha), Prêmio Fernando Jeno (México) Award, Benemérito da Cultura da Academia de Artes e Ciências da Comunicação, Prêmio Nacional de Sociologia, Sea Wolf Prize, National Book Award, Prêmio de Honra da Sociedade de Escritores Argentina, Premio Pranavananda Swami Placa de Prata Prêmio Anual Agência EFE para a contribuição histórica para o fortalecimento da cultura latino-americana e da linguagem, Esteban Echeverría Award (Povo Livre), J. Prêmio B. Alberdi (Centro hispano-americano de Pesquisas Econômicas) e foi nomeado por França Chevalier de Artes e Letras. Foi agraciado com o título de Doutor Honoris Causa da Universidade de Tel Aviv (2002), a Universidade Hebraica de Jerusalém (2010) e da Universidade de San Luis (2000). Em 1995 a Sociedade Argentina de Escritores-lhe ortogou o Grande Prémio de Honra por sua obra.

### Prêmios
Marcos Aguinis foi galardoado com vários prémios importantes, como o Prêmio Planeta, o Prêmio da Sociedade Argentina de Escritores, a Ordre des Arts et Lettres des da França e do [Juan Bautista http://www.hacer.org/alberdi6.php Alberdi Award 2007] apresentada pelo Centro hispano-americano de Pesquisa Econômica (DO) de Washington DC.